# نورمان بولاك
نورمان بولاك (بالإنجليزية: Norman Pollack)‏ هو مؤرخ أمريكي، ولد في 29 مايو 1933، وتوفي في 11 يونيو 2017 بسبب سرطان.